# Donnaldsoncythere cayugaensis
Donnaldsoncythere cayugaensis är en kräftdjursart som beskrevs av Hobbs och Walton 1966. Donnaldsoncythere cayugaensis ingår i släktet Donnaldsoncythere och familjen Entocytheridae. Inga underarter finns listade i Catalogue of Life.